# Vanja Blomberg
Vanja Hedvig Desideria Blomberg (Gotemburgo, 28 de janeiro de 1929) é uma ginasta sueca. Representou a Suécia no Campeonato Mundial de Ginástica Artística de 1950 e nos Jogos Olímpicos de Verão de 1952.

## Biografias
Vanja nasceu em Gotemburgo, capital do condado de Västra Götaland, no ano de 1929. Mudou-se para a cidade de Jönköping, onde começou a praticar a ginástica no centro de treinamento de ginástica Huskvarna GF.
No ano de 1950, foi de medalhista de ouro no individual geral no Campeonato Nacional de Ginástica Artística da Suécia. Com o resultado, passou a integrar a equipe sueca no Campeonato Mundial de Ginástica Artística de 1950, realizado em Roma, capital da Itália. Juntamente com as atletas Evy Berggren, Karin Lindberg, Gunnel Ljungström, Hjördis Nordin, Ann-Sofi Pettersson, Göta Pettersson e Ingrid Sandahl garantiram a medalha de ouro para a Suécia na categoria por equipes, superando as equipes da França e da Itália.
Com o sucesso do mundial, integrou o selecionado sueco dos Jogos Olímpicos de Verão de 1952, realizados em Helsínquia na Finlândia. Com suas companheiras de equipe, Karin Lindberg, Gun Röring, Evy Berggren, Göta Pettersson, Ann-Sofi Pettersson, Ingrid Sandahl e Hjördis Nordin conquistaram a medalha de ouro na categoria de aparelhos portáteis. Na categoria por equipe, ficaram em quarto lugar.  Além dos exercícios em equipe, participou de competições individuais. Na categoria individual geral, ficou em octogésimo segundo lugar. No solo ficou empatada em trigésimo primeiro lugar com a alemã Lydia Zeitlhofer. Na mesa, ficou em nonagésimo sexto lugar e nas paralelas assimétricas na nonagésima sétima colocação. Na trave olímpica, não ficou entre as cem melhores notas, ocupando o centésimo segundo lugar.